# 北尾亘
北尾 亘（きたお わたる、1987年6月1日 - ）は、日本の男性俳優、声優、振付師。

## 概要
兵庫県に生まれ、幼少時から子役として活動。数多くの舞台に立つとともにテレビドラマなどにも出演。また、ディズニーのアニメ作品などで吹き替えも担当した。
その後、桜美林大学総合文化学群演劇コースに進学して、舞踏家で同大学専任助教授（当時）であった木佐貫邦子に師事。また、近藤良平の作品に参加する一方、俳優として鐘下辰男による舞台にも出演。在学中の2009年にダンスカンパニーBaobabを結成し、全ての作品で振付・構成・演出を行っている。コンドルズ振付コンペティション2010では準グランプリ、またトヨタコレオグラフィーアワード2012ではオーディエンス賞を受賞するなど活発に活動しており、さらに他のグループ・劇団によるダンス作品や演劇作品などでも振付を手掛ける。

## 出演

### テレビドラマ
- 世にも奇妙な物語「ハッピーバースデーツー・マイホーム」
- ウルトラマンティガ
- 家政婦は見た! 第5話、第6話 ： 内村雄太
- 銀狼怪奇ファイル〜二つの頭脳を持つ少年〜：不破耕助（幼少期）
- 毛利元就：毛利幸松丸
- 元禄繚乱：大石吉之進
- 目撃者[要出典]

### 吹き替え

#### アニメ
- ライオン・キング2 シンバズ・プライド（1999年）：コブ（幼年期）
- ターザン（1999年）：幼少時のターザン
- トイ・ストーリー2（2000年）：アンディ・デイビス

#### 映画
- マイティ・ジョー（1999年）
- キッド（2000年）
- グリンチ（2000年）：8歳の市長
- ジュラシック・パークIII（2001年）：エリック・カービー

### 舞台
- CHAiroiPLIN おどるシェイクスピア『PLAY!!!!!〜夏の夜の夢〜』（2024年）[10]
- Baobab 第16回本公演『〜セネガル・凱旋・オードブル〜』（2025年公演予定）[11]